# Теорема об униформизации
Теорема об униформизации — обобщение теоремы Римана  об отображении на двумерные римановы многообразия. 
Можно сказать, что теорема даёт наилучшую метрику в данном конформном классе.

## Формулировка
Любая односвязная риманова поверхность конформно эквивалентна сфере Римана {\displaystyle {\widehat {\mathbb {C} }}}, комплексной плоскости {\displaystyle \mathbb {C} }, либо открытому единичному диску {\displaystyle \mathbb {D} =\{\,z\in \mathbb {C} :|z|<1\,\}}.

## Следствия
- Любая риманова метрика на связном двумерном многообразии конформно эквивалентна полной метрике с постоянной кривизны.
  - Если многообразие замкнуто, то знак кривизны можно найти по его эйлеровой характеристике. 
    - Если эйлерова характеристика положительна, то многообразие конформно эквивалентно сфере или проективной плоскости с канонической метрикой.
    - Если эйлерова характеристика равна нулю, то многообразие конформно эквивалентно плоскому тору или плоской бутылке Кляйна. При этом у тора и бутылки Кляйна существует 2-параметрическое семейство плоских метрик, не конформно эквивалентных друг другу.
    - Если эйлерова характеристика отрицательна, то многообразие конформно эквивалентно гиперболической поверхности.

## Вариации и обобщения
- Теорема геометризации может рассматриваться как обобщения теоремы об униформизации на трёхмерные многообразия.